# Festival scénique
Pour les articles homonymes, voir Scénique.
Festival scénique est une traduction française de l'allemand Bühnenfestspiel, terme utilisé par Richard Wagner (à la place d'« opéra ») pour désigner les « trois journées » précédées d'un  « prologue » qui constituent la tétralogie de L'Anneau du Nibelung. Cette traduction est utilisée en français dès la seconde moitié du dix-neuvième siècle, par exemple dans le long article anonyme "Le festival de Wagner à Bayreuth" publié dans la Revue générale, t. XXIV, 1876, chap. III, p. 451 ; l'expression allemande qu'elle traduit y est également précisée.
À l'origine, Wagner avait eu le projet de ne faire représenter qu'une seule fois la tétralogie sur une scène conçue spécialement pour ce faire et destinée à être détruite ensuite.
Finalement, le projet connaîtra la postérité et la pérennité au travers du justement nommé Festspielhaus, le palais des festivals de Bayreuth.
Wagner réutilisera le terme sous la variante de Bühnenweihfestspiel (« Festival scénique sacré ») pour désigner Parsifal.